# Президентські вибори у США 1928
Президентські вибори 1928 року проходили 6 листопада. Переконливу перемогу на них здобув кандидат від республіканців Герберт Гувер, який асоціювався у громадській думці з економічним бумом 1920-х років, тоді як Альфред Сміт, кандидат від Демократичної партії та католик, зіткнувся з анти-католицькими настроями, виступами проти введеного сухого закону, а також корупційними скандалами Таммані-холу.

## Вибори

### Кампанія

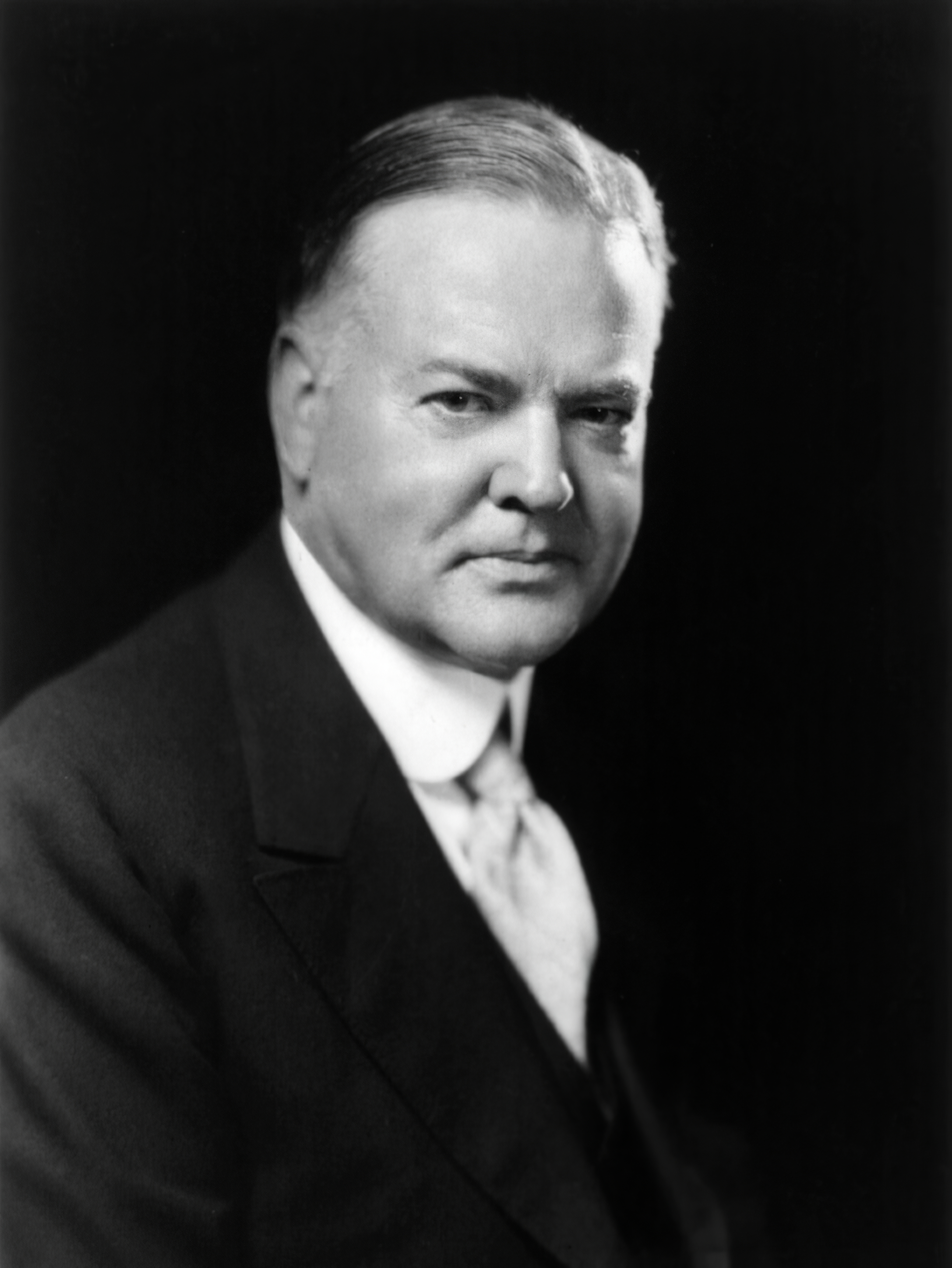
На виборах 1928 року Герберт Гувер був обраний 31-м президентом США.

Кампанія 1928 року відрізнялася активним використанням таких нововведень як реклама по радіо та короткі пропагандистські документальні ролики. У певному сенсі ці вибори поклали початок широкомасштабного використання аудіовізуальних технологій, що характерно для сучасних передвиборчих кампаній.

### Результати
Герберт Гувер здобув переконливу перемогу над демократичним претендентом Аль Смітом.
| Кандидат         | Партія                 | Виборці    | Виборці | Виборники |
| Кандидат         | Партія                 | Кількість  | %       | Виборники |
| ---------------- | ---------------------- | ---------- | ------- | --------- |
| Герберт Гувер    | Республіканська партія | 21 427 123 | 58,2 %  | 444       |
| Альфред Сміт     | Демократична партія    | 15 015 464 | 40,8 %  | 87        |
| Норман Томас     | Соціалістична партія   | 267 478    | 0,7 %   | 0         |
| Вільям З. Фостер | Комуністична партія    | 48 551     | 0,1 %   | 0         |
| інші             |                        | 48 396     | 0,1 %   | 0         |
| Всього           | Всього                 | 36 807 012 | 100 %   | 531       |